# Arhopala belphoebe
Arhopala belphoebe är en fjärilsart som beskrevs av William Doherty 1889. Arhopala belphoebe ingår i släktet Arhopala och familjen juvelvingar. Inga underarter finns listade i Catalogue of Life.